# Låsspak
En låsspak är ett manöverdon. Det är en komponent avsedd för att monteras som del i skruvförband. En modern låsspak är oftast en axel försedd med ett, kring centrum, roterbart handtag. Materialet i en låsspak kan vara av metall eller plast, med en axel eller bussning i metall som kan ha utvändiga eller invändiga gängor i olika dimensioner.